# Vivian Vance
Pour les articles homonymes, voir Vance.
Vivian Vance (née Vivian Roberta Jones) est une actrice américaine née le 26 juillet 1909 à Cherryvale, Kansas (États-Unis), et décédée le 17 août 1979 à Belvedere, Californie.

## Filmographie

### Cinéma
- 1950 : Fureur secrète (The Secret Fury) : Leah
- 1951 : La Femme au voile bleu (The Blue Veil), de Curtis Bernhardt : Alicia
- 1953 : I Love Lucy : Ethel Mertz / Elle-même
- 1965 : La Grande course autour du monde (The Great Race) : Hester Goodbody

### Télévision
- 1951-1957 : I Love Lucy (série télévisée) : Ethel Mertz
- 1955 : Shower of Stars (série télévisée) : Mme Mullins
- 1956 : I Love Lucy Christmas Show (Téléfilm) : Ethel Mertz
- 1957-1960 : The Lucy-Desi Comedy Hour (en) (série télévisée) : Ethel Mertz
- 1959 : The Deputy (série télévisée) : Emma Gant
- 1960 et 1964 : The Red Skelton Show (série télévisée) : Clara Appleby
- 1962-1968 : L'Extravagante Lucie (The Lucy Show) (série télévisée) : Vivian Bagley / Vivian Bunson
- 1968-1972 : Here's Lucy (série télévisée) : Vivian Jones
- 1969 : Love, American Style (série télévisée) : Mme Zimia Zygmundt
- 1970 : The Front Page (téléfilm) : Mme Grant
- 1972 : Getting Away from It All (Téléfilm) : May Brodey
- 1975 : Rhoda (série télévisée) : Maggie Cummings
- 1976 : The Great Houdini (Téléfilm) : Minnie
- 1977 : Lucy Calls the President (Téléfilm) : Viv

## Dans la culture populaire
Elle est incarnée par Nina Arianda dans le film Being the Ricardos (2021).